# In Rainbows
In Rainbows is het zevende album van Radiohead. Het was sinds 10 oktober 2007 een tijdje te downloaden van Radioheads eigen site. Daar was ook de speciale editie met een bonus-cd, twee platen en een boekje met artwork te bestellen. Opvallend is dat dit allemaal geregeld werd zonder platenmaatschappij.

## Uitgave op een alternatieve manier
Op 1 oktober 2007 verscheen er een kort bericht van de band: het album was klaar en kon vanaf 10 oktober gedownload worden vanaf hun website. De consument mocht zelf de te betalen prijs bepalen. Doel hiervan was, behalve dat Radiohead het gewoon leuk en ludiek leek om hun album op deze manier te presenteren, om de muziekfan even te laten stilstaan bij de prijs die zij aan muziek wilden verbinden. Al een paar dagen na de internet-uitgave gingen geruchten rond dat het album 1,2 miljoen keer was gedownload voor een gemiddelde prijs van 4-5 pond. Dit is tot nu toe altijd door de band tegengesproken.
Vanaf december 2007 werd het album op cd uitgebracht. Downloaden voor een prijs naar keuze via de site van de groep, werd onmogelijk gemaakt, en ook de speciale editie is sindsdien niet meer te koop. Het label XL Recordings heeft de plaat uitgebracht. De eerste single "Jigsaw falling into place" werd begin 2008 uitgebracht.

## Inhoudelijk
Van een radicale koerswijziging is geen sprake meer: sinds Kid A (2000) en Amnesiac (2001) heeft de stijl van Radiohead zich gestabiliseerd. Er is als het ware een synthese ontstaan van alle voorgaande albums. Hail to the Thief (2003) liet hiervan al iets zien, maar In Rainbows is nog veel sterker een fusie van rockmuziek (bekend van de albums The Bends (1995) en OK Computer (1997) en de elektronische invloeden van Kid A. Wat vooral kenmerkend is, is dat de muziek die ooit zo complex en "stadionvullend" was (vergelijkbaar met bijvoorbeeld Pink Floyd) nu is gedestilleerd tot een absoluut minimum. Met losse tonen, eenvoudige toetscombinaties op de piano, of simpelweg alleen de stem van zanger Thom Yorke, weet de band nummers neer te zetten die heel gebalanceerd zijn.

## Tracklist
Alle nummers zijn door Radiohead geschreven.
CD1 (downloadbaar en in discbox)

1. 15 step
2. Bodysnatchers
3. Nude
4. Weird fishes/arpeggi
5. All I need
6. Faust arp
7. Reckoner
8. House of cards
9. Jigsaw falling into place (vroeger bekend als Open Pick)
10. Videotape

CD2 (alleen in discbox)
1. MK 1
2. Down is the new up
3. Go slowly
4. MK 2
5. Last flowers
6. Up on the ladder
7. Bangers and mash
8. 4 minute warning